# Autostrada A17
Die Autostrada A17 (italienisch für ‚Autobahn A17‘) war eine italienische Autobahn, die von Neapel bis nach Bari führte. Sie durchquerte den italienischen Stiefel von West nach Ost und verband somit das Tyrrhenische mit dem Adriatischem Meer.
Die A17 führte von Neapel ostwärts über Avellino und Grottaminarda bis nach Canosa. Hier änderte sie ihren Verlauf südwärts und endete bei Bari. Eröffnet wurde die A17 bereits am 11. Dezember 1969.
Als die A14 zwischen Lanciano (südlich von Pescara) und  Canosa 1973 eröffnet wurde, war eine durchgehende Verbindung zwischen Bologna und Bari entstanden. So wurde der Abschnitt der A17 von Canosa bis nach Bari Teil der A14. Der Rest der Strecke (Neapel-Canosa) wurde als A16 (Autostrade dei due Mari) klassifiziert. Diese Nummer hatte zuvor der heutige südliche Ast der A12 zwischen Rom und Civitavecchia inne.
Die Nummer A17 wurde seither nicht wieder vergeben, da sie in Italien auch als Unglückszahl gilt.